# 陳勳奇
陳勳奇（英語：Frankie Chan Fan Kei，1951年11月30日—），原名陳永煜，香港電影導演、編劇、監製、演員、電影配樂家。其弟為香港資深男配音員陳永信，女兒為演員陳杏妍。他於1960年代加入電影界，初為配樂師，師承作曲家王福齡，後任導演。現多長駐中國內地發展。

## 背景
陳勳奇早年在九龍黃大仙成長，就讀黃大仙天主教小學。他看過1950年至1960年代《黃飛鴻》系列電影後便喜歡電影，又學習過龍形拳和螳螂拳。
他在14歲尚未讀完中學的情況下，投身社會任職打字文員，再轉職沖印公司。15歲時經親戚介紹，到邵氏電影公司音樂錄音部工作，跟作曲家王福齡學習電影配樂。
1970年由張徹執導的《小煞星》是他第一部有份製作配樂的作品。1980年被成龍賞識兼當演員，首齣參演的電影為《孖寶闖八關》。當時他是成龍自組公司「拳威影片」旗下的演員及發行部負責人。
1981年得到已故雷覺坤的金公主集團支持，與黎應就成立「永佳電影公司」，往後自導自演多齣電影，也身兼監製。
1995年憑《墮落天使》得到「最佳電影音樂」提名。1996年憑該齣電影與 Roel A. Garcia 一起獲得第15屆香港電影金像獎「最佳原創音樂」獎。
1997年到中國內地拍攝電視劇《上海探戈》，擔任監製、總導演和演員三個崗位。現時多在中國大陸拍攝影視作品。
2016年，他確診患上甲狀腺未分化癌。

## 演出

### 電視劇
1. 1996年 上海探戈 飾 任天翔
2. 2003年 群英會 飾 寧天
3. 2012年 梦想的天空 飾 何兆飞（中國电视剧）

### 電影
1. 1980年 孖寶闖八關
2. 1981年 敗家仔 飾 倪飛
3. 1982年 佳人有約
4. 1982年 提防小手 飾 陳顯通（煙囪）
5. 1984年 伊人再見 飾 小陳
6. 1985年 小狐仙 飾 羅拔
7. 1986年 惡男 飾 鍾無二
8. 1986年 我要金龜婿
9. 1988年 鬼馬保鑣賊美人
10. 1989年 花心夢中人
11. 1990年 最佳賊拍檔 飾 占士
12. 1990年 龍之爭霸 飾 倪志孝
13. 1992年 痴情快婿 飾 楊義
14. 1993年 黑衣部隊之手足情深 飾 李恩澤
15. 1993年 邊城浪子 飾 葉開
16. 1994年 神探Power之問米追凶 飾 Power陳
17. 1999年 辣椒教室 飾 歐綠峰

## 幕後作品

### 導演

#### 電視劇集
1. 1996年 上海探戈
2. 2003年 群英會
3. 2006年 功夫小英雄
4. 2012年 梦想的天空（中國电视剧）
5. 2023年 繁花（中國电视剧）

#### 電影
1. 1982年 提防小手
2. 1982年 佳人有約
3. 1983年 空心大少爺
4. 1984年 伊人再見
5. 1985年 小狐仙
6. 1986年 惡男
7. 1986年 我要金龜婿
8. 1988年 龍虎智多星
9. 1988年 鬼馬保鑣賊美人
10. 1989年 龍之爭霸
11. 1990年 最佳賊拍檔
12. 1991年 飛鷹計劃
13. 1992年 痴情快婿
14. 1994年 神探Power之問米追凶
15. 1994年 沉默的姑娘
16. 1995年 沒有老公的日子
17. 1996年 運財五福星
18. 2000年 辣椒教室
19. 2011年 楊門女將之軍令如山
20. 2014年 緣來是遊戲
21. 2017年 美麗戰爭

### 監製作品
1. 1982年 提防小手
2. 1984年 伊人再見
3. 1985年 小狐仙
4. 1986年 皇家飯
5. 1986年 我要金龜婿
6. 1988年 鬼馬保鑣賊美人
7. 1989年 花心夢中人
8. 1989年 龍之爭霸

### 編劇
1. 1983年 空心大少爺
2. 1986年 我要金龜婿
3. 1988年 鬼馬保鑣賊美人
4. 1993年 邊城浪子
5. 2003年 電視劇集 群英會

### 電影配樂
1. 1972年 林沖夜奔
2. 1973年 刺馬
3. 1973年 七十二家房客
4. 1973年 大刀王五
5. 1975年 紅孩兒
6. 1976年 陸阿采與黃飛鴻
7. 1977年 楚留香
8. 1977年 發錢寒
9. 1978年 螳螂
10. 1978年 愛欲狂潮
11. 1978年 少林三十六房
12. 1979年 梁天來
13. 1979年 生死門
14. 1979年 油脂曱甴
15. 1980年 有料到
16. 1980年 師弟出馬
17. 1981年 勇者無懼

### 執行導演
1. 1991年 飛鷹計畫
2. 1994年 醉拳II
3. 2012年 十二生肖

### 動作/武術指導
1. 1993年 黑衣部隊之手足情深（動作導演）
2. 1995年 霹靂火

### 作曲
1. 1994年 東邪西毒
2. 1994年 重慶森林
3. 1995年 烈火戰車
4. 1995年 墮落天使
5. 1996年 冒險王
6. 2002年 天下無雙
7. 2023年 繁花（电视剧）

## 節目嘉賓
- 1988年 串串星星（亞洲電視）[12]

## 外部連結
- 陳勳奇的新浪微博
- 陳勳奇在香港影庫上的簡介
- 陳勳奇在互联网电影资料库（IMDb）上的資料（英文）（英文）